# José Velho de Azevedo e Pedro Mendes Tomás
José Velho de Azevedo e Pedro Mendes Tomás, foram administradores coloniais portugueses que assumiram o governo do Grão-Pará entre 1723 e 1728 por conta da prisão do governador antecessor.